# Rémi Carminati
Rémi Carminati, né le 17 février 1971 à Thonon-les-Bains, est un scientifique français, spécialiste de physique des ondes et d'optique. Il est professeur à l'École supérieure de physique et de chimie industrielles de la ville de Paris (ESPCI Paris - PSL) et directeur général de l'Institut d'optique Graduate School.

## Biographie
Ingénieur de l'École centrale Paris (diplômé en 1993), Rémi Carminati a préparé une thèse de doctorat sous la direction de Jean-Jacques Greffet, dans le domaine de la nano-optique qui émergeait à l'époque, thèse soutenue en 1996. Après un séjour postdoctoral d'un an à l'Université de Madrid, il a été nommé maître de conférences à l'École centrale Paris en 1997, puis professeur en 2003. En 2007, il a été nommé professeur à l'ESPCI Paris - PSL, poste qu'il occupe toujours actuellement. Ses recherches à l'ESPCI Paris - PSL ont été menées au Laboratoire d'Optique Physique, puis à l'Institut Langevin qu'il a rejoint en 2009 en participant à sa création aux côtés de Mathias Fink, de Claude Boccara et d'Arnaud Tourin. En parallèle de ses activités d'enseignement et de recherche,  Rémi Carminati a occupé plusieurs fonctions de direction :  Directeur Adjoint de l'Institut Langevin de 2009 à 2019, Directeur Scientifique de l'ESPCI Paris - PSL de 2015 à 2019, Vice-Président Recherche de l'Université PSL en 2021-2022. Depuis juin 2022 il est Directeur Général de l'Institut d'optique Graduate School.
Physicien théoricien, Rémi Carminati s’intéresse aux interactions entre lumière et matière dans des milieux complexes. Il a notamment développé des modèles décrivant l’émission et la propagation de la lumière dans les milieux désordonnés (domaine de l'optique des milieux diffusants), ou structurés à des échelles inférieures à la longueur d’onde (domaine de la nanophotonique). Ses travaux, menés en collaboration étroite avec des expérimentateurs, abordent des questions fondamentales en physique des ondes, comme l’émission et le piégeage de lumière dans des matériaux désordonnés, et visent également des applications en imagerie et dans la conception de matériaux innovants pour la photonique.
Rémi Carminati est l’auteur de plus de 170 publications scientifiques, a reçu plus de 100 invitations dans des conférences internationales et a contribué à une dizaine d’ouvrages collectifs. Il est co-auteur du livre "Principles of Scattering and Transport of Light" (Cambridge University Press, 2021) avec John Schotland de l'Université de Yale.

## Distinctions
- Prix Fabry De Gramont de la Société Française d’Optique (2006)[2]

- Prix de la Fondation iXCore pour la recherche (2009)
- Fellow de l’Optical Society of America (2014-aujourd'hui Optica)
- Prix de la Recherche de la Fondation Jean Langlois (2020)[3]
- Chevalier de l'Ordre National du Mérite (2024)[4],[5],[6]